# Teloglabrus pelecyformis
Teloglabrus pelecyformis är en tvåvingeart som beskrevs av Feijen 1983. Teloglabrus pelecyformis ingår i släktet Teloglabrus och familjen Diopsidae. Inga underarter finns listade i Catalogue of Life.